# Vila Matilde
Vila Matilde es un distrito ubicado en la zona este de la ciudad de Sao Paulo, Brasil. Administrativamente pertenece a la subprefectura de Penha. 
El distrito nació en la segunda década del siglo XX de la misma manera que varios de otros distritos paulistanos. Había un gran terreno disponible y varias personas dispuestas a comprar lotes. Ese terreno pertenecía a Escolástica Melchert da Fonseca y abarcaba desde Guaiaúna (hoy en el distrito de Penha) hasta la Fazenda do Carmo, (hoy el Parque do Carmo en el distrito homónimo). Dona Escolástica tenía una hija de nombre "Matilde" que se casó con el exministro y embajador José Carlos de Macedo Soares - figura importante de la política paulistana. El terreno, por su extensión, fue urbanizado por etapas. La primera parte se hizo "homenajeando" a su hija "Matilde" y dando su nombre a la villa.
Actualmente, el distrito tiene un perfil residencial de clase media. Pero, en los últimos años, se ha generado un "boom" inmobiliario, y se están demoliendo las antiguas casas para dar lugar a edificios residenciales de varios tipos, desde aquellos con espacios de ocio para personas con mayor poder adquisitivo hasta "microdepartamentos" y "estudios" en condominios sin garage.
El distrito es famoso por sus antiguos carnavales y por la escuela de samba Nenê de Vila Matilde. También se destaca su "comercio de barrio", principalmente en la región del barrio Vila Dalila, siendo que la Avenida Waldemar Carlos Pereira tiene buena parte de su actividad comercial.

## Transporte
El distrito está ampliamente servido por la Línea 3-Roja del Metro de São Paulo a través de las estaciones: Vila Matilde, Penha, Guilhermina-Esperança y Patriarca-Vila Ré, siendo que esta última está localizada en los límites del distrito. Vila Matilde tendrá una estación más, la Aricanduva, como parte del plan de expansión de la Línea 2-Verde, cuya entrega esta prevista para el 2026.
Además del Metro, varias líneas de omnibuses de la SPTrans circulan por el distrito principalmente por la Avenida Itaquera y la Radial Leste.
El distrito también es cruzado por la Línea 11-Coral de la CPTM, aunque desde la inauguración del llamado Expresso Leste en el año 2000, ya no recibe atención de trenes urbanos. La antigua estación ferroviaria del distrito se encuentra abandonada en la actualidad y ambas plataformas de embarque fueron demolidas en el 2017.

## Distritos limítrofes
- Penha (norte).
- Artur Alvim (este).
- Cidade Líder y Aricanduva (sur).
- Carrão (suroeste).